# Rébellion Nakasendai
La Rébellion Nakasendai (中先代の乱, Nakasendai no ran) est un épisode de la Restauration de Kenmu au Japon. En juillet 1335, elle oppose le clan Hōjō au clan Ashikaga dans la région de Kantō. La victoire d'Ashikaga Takauji annonce l'avènement du shogunat Ashikaga.

## Contexte
En 1333, la guerre de Genkō prend fin après une victoire décisive des forces militaires du clan Ashikaga sur le clan Hōjō, à la tête du bakufu de Kamakura. Le 96e empereur du Japon : Go-Daigo, rétabli sur le trône impérial à Kyoto, entame la restauration de Kemmu, notamment par des réformes législatives. Le régime autoritaire qu'il instaure suscite du mécontement dans le pays et déclenche des révoltes,.

## Histoire
En 1335, les membres du clan Hōjō qui ont survécu à la guerre de Genkō sont rassemblés dans la province de Shinano autour du très jeune Hōjō Tokiyuki, fils du dernier représentant du shogunat de Kamakura : Hōjō Takatoki, mort par suicide deux ans plus tôt, au cours du siège de Kamakura. Désireux de restaurer la fortune de son clan, le descendant de la lignée des Hōjō, soutenu par le clan Saionji, prend la tête d'une révolte au milieu du mois de juillet. Ses troupes, qui grossissent à mesure qu'elles progressent vers l'ancienne place forte des Hōjō : Kamakura dans l'Est de la province de Sagami, traversent les provinces de Kōzuke et Musashi. Parvenues dans l'ancienne capitale du Japon, elles chassent les partisans du clan Ashikaga dirigés par Ashikaga Tadayoshi, gouverneur de la province de Sagami, frère cadet d'Ashikaga Takauji au service de l'empereur Go-Daigo. Le prince Nariyoshi, fils de l'empereur, et les forces du clan Ashikaga, surclassées par la coalition de Shinano, fuient le Kantō et trouvent refuge dans la province de Mikawa. Alors que le pouvoir impérial reste sans réaction, Ashikaga Takauji, prenant conscience de l'affaiblissement de son clan, exige que Go-Daigo lui accorde le titre de shogun et un ordre de mission officiel pour intervenir dans le Kantō. Devant le refus de son souverain, il rassemble ses guerriers et part pour Kamakura où il met fin au soulèvement du clan Hōjō et fait exécuter Hōjō Tokiyuki,. Une fois matée la rébellion Nakasendai, il installe son fief à Kamakura et, se retournant contre l'empereur, étend son contrôle militaire à tout le Kantō,. Fin 1335, les troupes du clan Ashikaga marchent sur Kyōto.

## Conséquences
La rébellion de Nakasendai, en 1335, est une tentative désespérée des derniers membres du clan Hōjō de restaurer leur pouvoir militaire à Kamakura. La reconquête de la cité de Kamakura par Hōjō Tokiyuki et ses alliés déstabilise la cour impériale et affaiblit le clan Ashikaga, artisan du retour de l'empereur Go-Daigo à Kyoto en 1333. Elle offre surtout à Ashikaga Takauji, figure prépondérante du clan, l'opportunité de s'emparer du Kantō, et, de cette place forte, de défier l'autorité impériale. En 1336, l'empereur, forcé d'abdiquer le trône impérial, s'enfuit en exil à Yoshino, au sud de Kyoto, dans la province de Yamato ; Kōmyō, issu de la branche impériale Jimyōin-tō, lui succède avec l'appui du clan Ashikaga, dont le chef, Ashikaga Takauji, devient le premier représentant de la dynastie shogunale Ashikaga. L'émergence de deux cités impériales rivales : la cour du Nord et la cour du Sud, ouvre une période de guerre civile, l'époque Nanboku-chō, qui s'achève en 1392 par la victoire du Nord et l'accession au trône réunifé de Go-Komatsu, 100e empereur du Japon,.